# Coupe de la Fédération de hockey sur glace 1995-1996
Navigation
Édition 1994-1995
La saison 1995-1996 est la 2e et dernière édition de la Coupe de la Fédération de hockey sur glace.

## Tour préliminaire

### Groupe A
- Alba Volán Székesfehérvár
- HK Solvita Kaunas
- Étoile rouge de Belgrade
- SC Miercurea Ciuc

### Groupe B
(Jesenice, Slovénie)
| Équipe 1           | Score | Équipe 2             |
| ------------------ | ----- | -------------------- |
| HK Acroni Jesenice | 5:4   | KHL Medveščak Zagreb |

## Premier tour

### Groupe C
(Riga, Lettonie)

#### Demi-finale du Groupe C
| Équipe 1              | Score | Équipe 2           |
| --------------------- | ----- | ------------------ |
| Salavat Ioulaïev Oufa | 12:1  | SC Miercurea Ciuc  |
| Nik's Brih Riga       | 2:5   | Vålerenga Ishockey |

#### Match pour la troisième place du Groupe C
| Équipe 1        | Score | Équipe 2          |
| --------------- | ----- | ----------------- |
| Nik's Brih Riga | 8:3   | SC Miercurea Ciuc |

#### Finale Group C
| Équipe 1              | Score | Équipe 2           |
| --------------------- | ----- | ------------------ |
| Salavat Ioulaïev Oufa | 5:2   | Vålerenga Ishockey |

### Groupe D
(Oświęcim, Pologne)

#### Demi-finale du Groupe D
| Équipe 1                | Score | Équipe 2            |
| ----------------------- | ----- | ------------------- |
| Metallourg Magnitogorsk | 9:1   | HK Acroni Jesenice  |
| KS Unia Oświęcim        | 1:4   | Polimir Navapolatsk |

#### Match pour la troisième place du Groupe D
| Équipe 1         | Score | Équipe 2           |
| ---------------- | ----- | ------------------ |
| KS Unia Oświęcim | 3:8   | HK Acroni Jesenice |

#### Finale Group D
| Équipe 1                | Score | Équipe 2            |
| ----------------------- | ----- | ------------------- |
| Metallourg Magnitogorsk | 6:1   | Polimir Navapolatsk |

### Groupe E
(Varèse, Italie)

#### Demi-finale du Group E
| Équipe 1          | Score | Équipe 2     |
| ----------------- | ----- | ------------ |
| ZPS Zlín          | 12:3  | HK АТEК Kiev |
| AS Mastini Varèse | 4:1   | Chamonix HC  |

#### Match pour la troisième place du Groupe E
| Équipe 1    | Score | Équipe 2     |
| ----------- | ----- | ------------ |
| Chamonix HC | 3:2   | HK АТEК Kiev |

#### Finale Groupe E
| Équipe 1          | Score | Équipe 2 |
| ----------------- | ----- | -------- |
| AS Mastini Varèse | 4:3   | ZPS Zlín |

 HC Dukla Trenčín  :  qualifié

## Tour final
(Trenčín, Slovaquie)

### Demi-finales
| Équipe 1                | Score | Équipe 2              |
| ----------------------- | ----- | --------------------- |
| Metallourg Magnitogorsk | 2:1   | Salavat Ioulaïev Oufa |
| HC Dukla Trenčín        | 1:2   | AS Mastini Varèse     |

### Match pour la troisième place
| Équipe 1         | Score | Équipe 2              |
| ---------------- | ----- | --------------------- |
| HC Dukla Trenčín | 4:7   | Salavat Ioulaïev Oufa |

### Finale
| Équipe 1          | Score | Équipe 2                |
| ----------------- | ----- | ----------------------- |
| AS Mastini Varèse | 4:3   | Metallourg Magnitogorsk |